# Ceratophyllus scopulorum
Ceratophyllus scopulorum är en loppart som beskrevs av Holland 1952. Ceratophyllus scopulorum ingår i släktet Ceratophyllus och familjen fågelloppor. Inga underarter finns listade i Catalogue of Life.